# Alkett

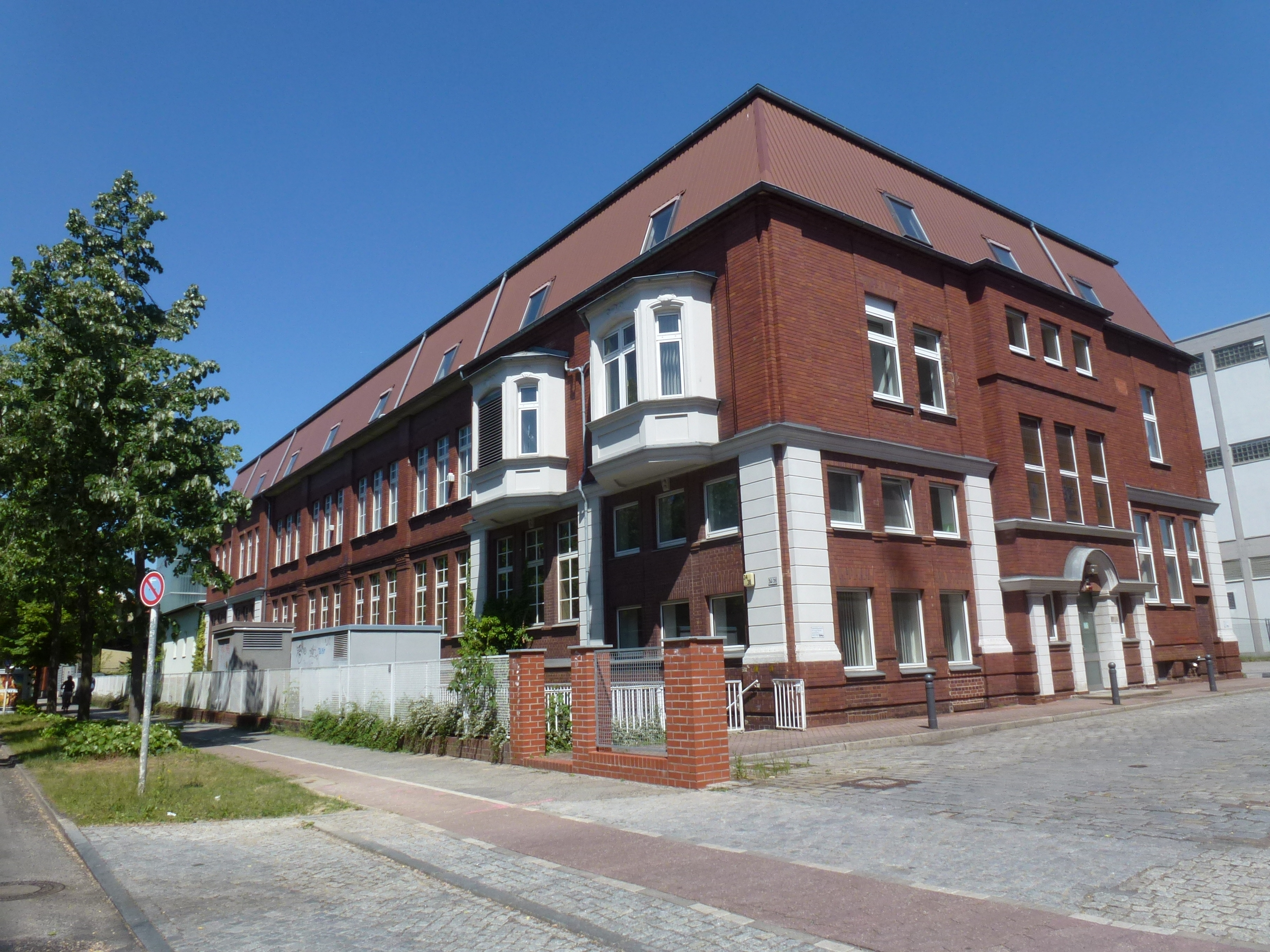
Antigua entrada principal del edificio de administración de Alkett en la calle Breitenbachstraße en Berlín.

Alkett, posteriormente llamada Altmärkische Kettenwerk GmbH, fue uno de los mayores fabricantes de vehículos blindados para la Wehrmacht durante Segunda Guerra Mundial. La fábrica principal se ubicaba en el distrito de Borsigwalde, ciudad de Berlín en la calle Breitenbachstraße 33-36. Durante la expansión de la fábrica, pasó a llamarse Almärkische Kettenwerke.

## Fundado
Alkett fue fundada en 1937 como una subsidiaria de la compañía Rheinmetall-Borsig AG, la cual a su vez era subsidiaria del conglomerado industrial controlado por el gobierno, el Reichswerke Hermann Göring. La instalación principal se ubicó en las plantas de Rota-wagon y Maschinenbau GmbH, las cuales no habían sido utilizadas desde 1928.

## Plantas de producción

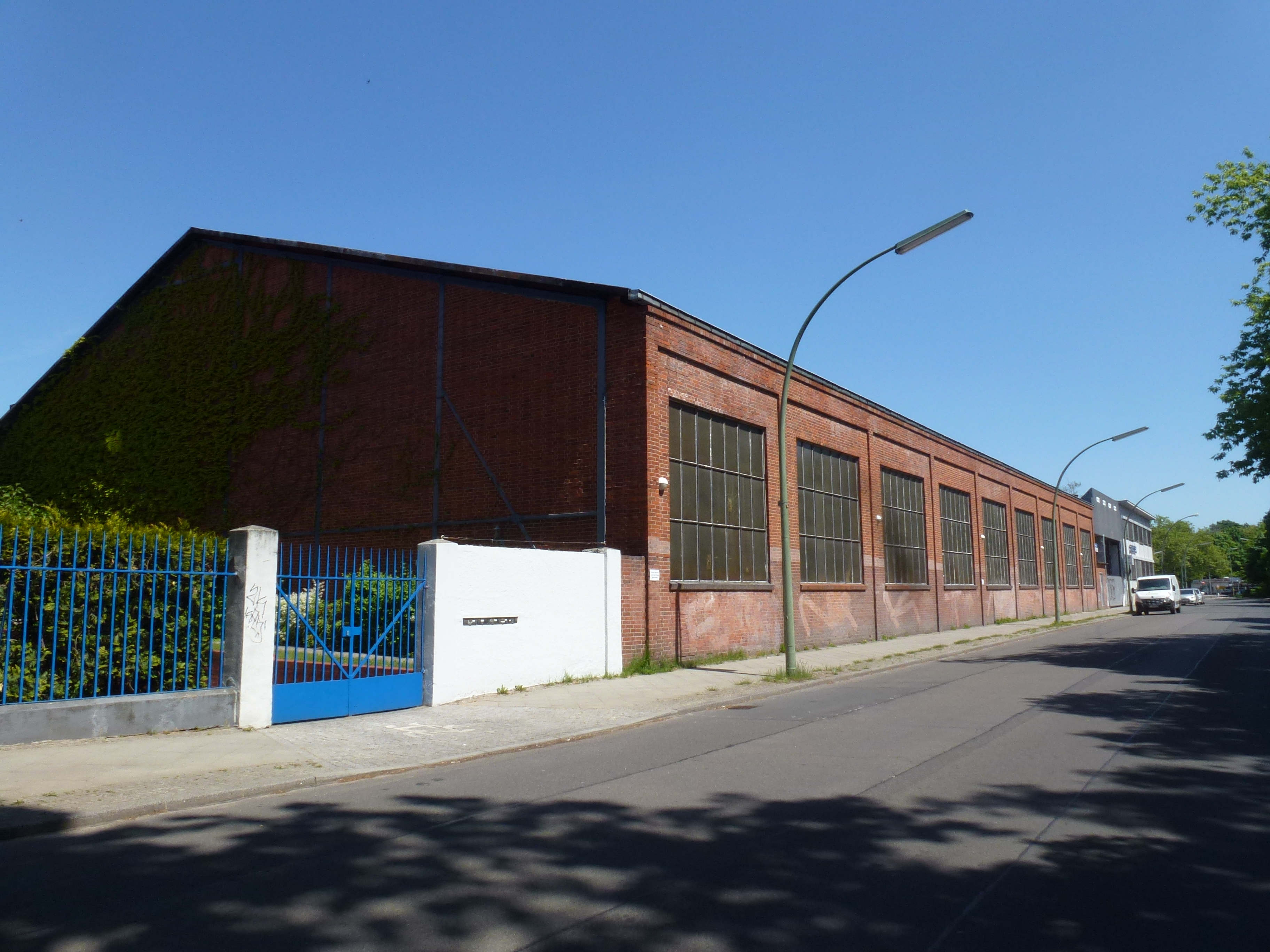
Talleres de Alkett en Breitenbachstraße

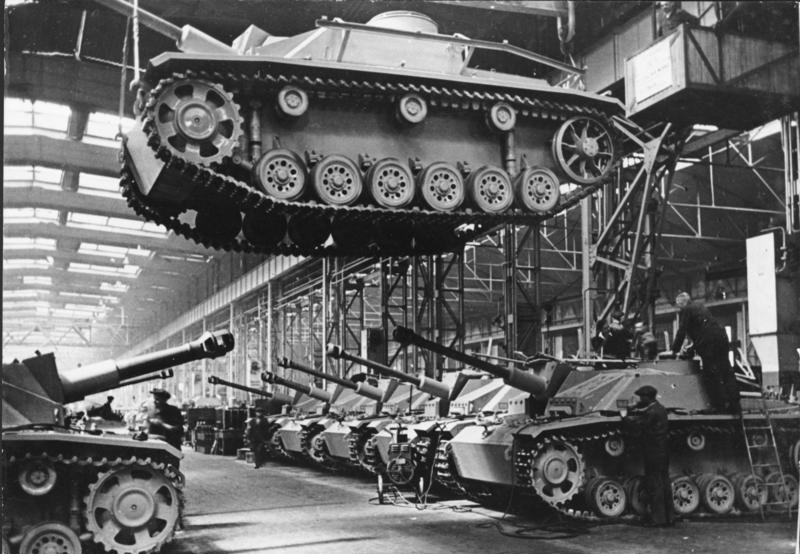
Producción del Sturmgeschütz III y Sturmhaubitze 42 en Alkett

### Fábrica I
La propiedad se localizaba en Breitenbachstraße 33-36. Los cuarteles administrativos se ubicaban a la izquierda de la entrada principal. El subterráneo albergaba una cantina para los empleados. A la derecha de la entrada principal se ubicaba una estación de bomberos, junto con el taller y una subestación eléctrica para suministrar a la red de distribución eléctrica con entre 6.000 a 30.000 volts. Detrás de los edificios administrativos se encontraban los pabellones de producción 1 a 8.
Con la llegada de la Segunda Guerra Mundial aumentó la demanda por vehículos blindados de combate, lo cual resultó en una marcada aceleración de la producción. Alkett obtuvo un sitio para fabricar directamente en frente de sus cuarteles principales. Ubicada en Breitenbachstraße 1-6, la propiedad donde anteriormente se ubicaba la fábrica Löwenberg albergó los pabellones de producción 9 a 12. El campo de pruebas para diseños de tanques extranjeros se ubicó en el pabellón 12. Aquí los ingenieros probaron los tanques T-34 y Sherman con el fin de obtener información que pudiese ayudar a sus propios métodos de producción. Otras instalaciones se ubicaban en Breitenbachstraße 72.
La fábrica en Breitenbachstraße estaba completamente sellada y asegurada al paso del público para prevenir el espionaje. Una vez que estalló la guerra, se arrendaron talleres adicionales en los alrededores de la compañía Hartung Jachmann AG y se estableció un departamento técnico. Además, se expandió el subterráneo para permitir que la población civil lo utilizase como refugio antiaéreo. En 1942, la administración había crecido tanto que se construyeron entre 74 y 86 barracas de oficinas adicionales en la calle Holzhauser. Todos estos elementos formaban parte de la Fábrica I.

### Fábrica II
Fábrica II, también llamada "Maschinen und Gerätebau Tegel" (Trabajos de Maquinaria y Equipamiento), originalmente se ubicaba en Berlín-Tegel cerca de la planta Borsig en Eisenhammerweg.

### Fábrica III
Fábrica III (anteriormente llamada "Altmärkische Kettenwerke, Werk III") se localizaba en Berlín-Spandau en la calle Freiheit 16–17.

## Producción

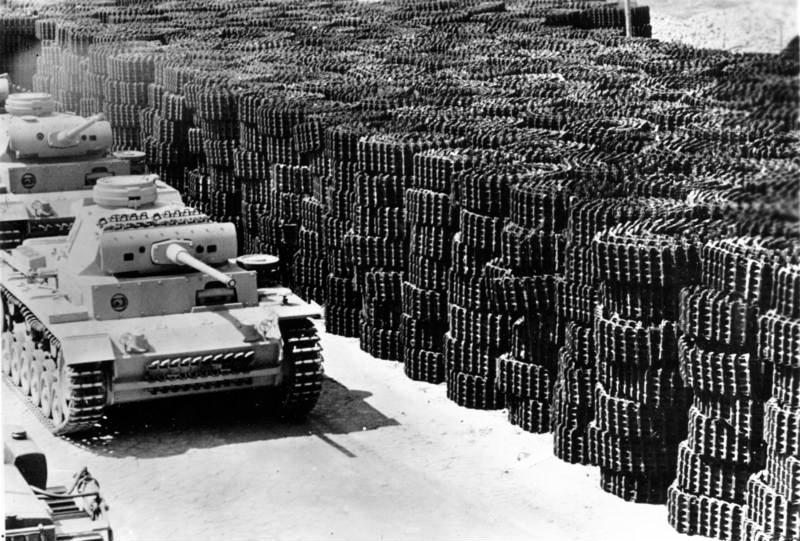
Panzer III completados frente a una pila de orugas en las inmediaciones de la fábrica, octubre de 1942

Altmärkischen Kettenwerke diseñó, fabricó y actuó como licenciado parcialmente exclusivo de algunos de los diseños de blindados de la Wehrmacht. La compañía estaba involucrada en el desarrollo y producción,modificando algunos otros.
- Panzerkampfwagen II
- Panzerkampfwagen III
- Panzerkampfwagen VIII Maus
- Flakpanzer I

- Sturmgeschütz III
- Sturmhaubitze 42
- Sturm-Infanteriegeschütz 33B
- Jagdpanzer IV
- Sturmpanzer VI

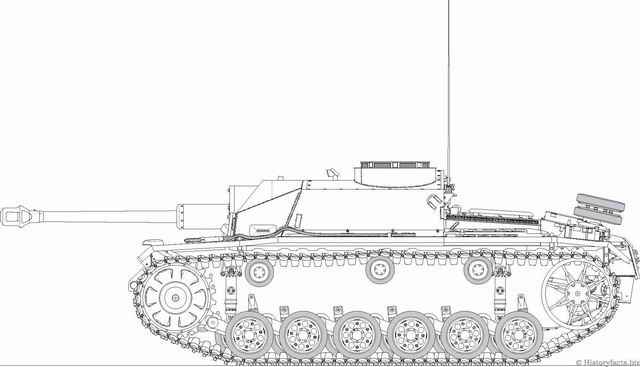
Esquema de un StuG III Ausf. G, visto por lateral, diciembre de 1942

- 4,7cm PaK(t) auf Panzerkampfwagen 35R(f) (Alkett modificó la estructura y armamento del Renault R35 producido en Francia por Renault)
- Sturmpanzer IV
- Hummel
- Wespe
- Nashorn

Los tanques completados se sometían a una conducción de prueba en la calle Holzhauser. Entre 10 a 20 tanques nuevos dejaban la fábrica cada día, y su presencia era característica del paisaje urbano de ese entonces. Alkett también reparaba los tanques dañados que eran traídos por vía férrea hasta el frontis de la fábrica.
Alkett es la compañía con la cual el Mayor Alfred Becker trabajó, inicialmente al comienzo de 1942 para ayudar a crear piezas de artillería autopropulsada utilizando los tractores oruga Lorraine 37L, capturados a Francia. Becker convirtió esos vehículos para que montaran el obús de 15 cm sFH 18. Posteriormente, el trabajo de Becker en construir vehículos franceses capturados fue asistido por Alkett, quienes produjeron las superestructuras de acero que serían utilizadas en los vehículos que Becker modificaba en Francia.
Ataques aéreos llevados a cabo por los aliados entre el 23 y 26 de noviembre de 1943 causaron que los pisos superiores del edificio administrativo de la fábrica colapsaran. Las oficinas en las barracas de la calle Holzhauser 74-86 se quemaron por completo. Después de este ataque, la administración de la planta dirigió parte de la producción a los pabellones recientemente completados en Falkirk-Albrechtsof.
Los bombardeos de noviembre tuvieron un impacto significante en la producción del StuG III.
Este vehículo era una importante arma para el ejército y Alkett era el mayor productor de este. Alkett había producido 255 StuG IIIs en octubre de 1943, pero en diciembre ese número cayó a tan solo 24 vehículos. Una conferencia para discutir alternativas con Adolf Hitler se llevó a cabo el 6 y 7 de diciembre de 1943. Se observó que si la producción era encomendada a otro fabricante, la producción de cañones de asalto podía ser mantenida. Se dio como sugerencia el utilizar la planta Krupp Grusonwerk AG de Magdeburgo para la producción de cañones de asalto al tomar la superestructura del StuG III y montándola en un chasis de Panzer IV. Para contrarrestar el gran déficit de esta valiosa arma producida por Alkett, el StuG IV recibió gran apoyo y comenzó a ser producido por Krupp-Gruson.
Ya que la producción militar primaria no estaba relacionada con los trabajos de reparación, no era necesario reubicar las vías férreas por las cuales llegaban los tanques dañados. En junio de 1944 Alkett se había recuperado por completo al haber establecido una nueva planta en Falkensee. 
El 6 de octubre de 1944 un tercer gran bombardeo golpeó la planta, resultando en la destrucción de un 80 por ciento de los almacenes, desde el 1 al 5.

## Empleados

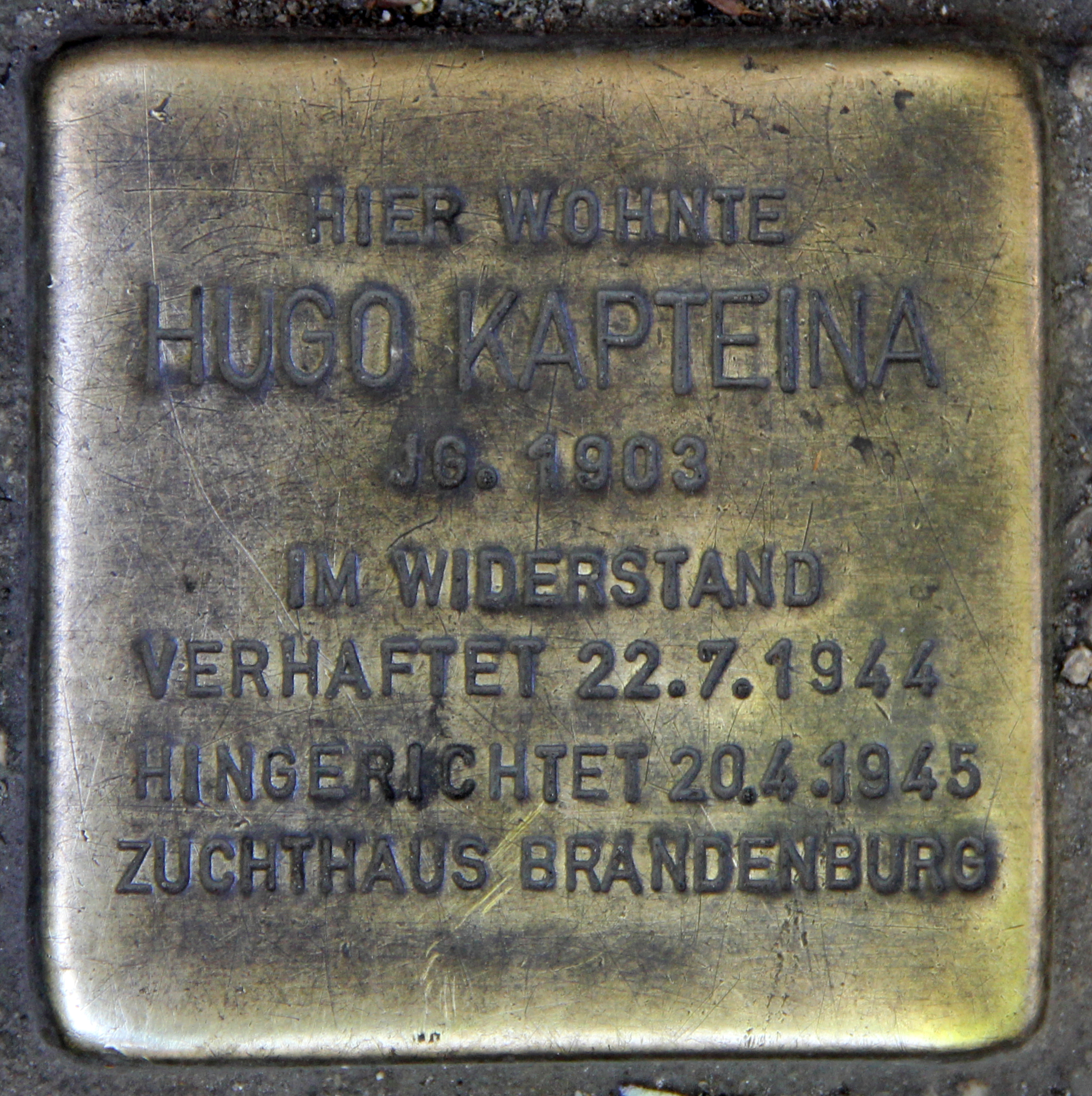
Stolperstein ad memoriam Hugo Kapteina frente a su antigua casa en la calle Weserstraße 54, Berlín-Neukölln, Alemania

Entre 3,000 y 4,000 empleados trabajaron en las plantas de Alkett. Desde 1941 se sumaron trabajadores extranjeros, provenientes de Italia y Bélgica. Se albergaban en barracas sin vigilancia en la calle Holzhauser 42-50. Estas plantas también utilizaron labor forzada, incluyendo a prisioneros de guerra polacos, rusos, yugoslavos e italianos. Estos trabajadores se alojaban en la calle Dietrich Eckhardt, la cual hoy en día se llama calle Gorki.
En 1943 el diseñador alemán Hugo Kapteina formó un grupo de resistencia dentro de la fábrica. Se distribuyeron panfletos y se cometieron actos de sabotaje. Una técnica de sabotaje en la que Kapteina se basó fue que los soldadores utilizaran corriente excesiva, con el fin de que las soldaduras hechas en la maquinaria alemana no aguantasen por mucho tiempo. Kapteina fue descubierto y arrestado en 1944. Fue ejecutado el 20 de abril de 1945.
El 23 de abril de 1945, tropas soviéticas ocuparon las plantas de Alkett.

## Posguerra
Durante los primeros meses después del término de la guerra, la fábrica fue desmantelada por orden de la Administración Militar soviética. Ya que Alkett también estaba construida en el sector francés de Berlín, sobre la base de la conferencia de Yalta, los soviéticos no pudieron desarmarla por completo. Con la porción de la planta que no fue desmantelada, la maquinaria restante fue utilizada para la producción de artefactos de uso diario como ollas, sartenes y cubetas. Al comienzo de 1948 Alkett reasumió sus labores de ingeniería mecánica y comenzó a recibir suministros de mineral. En 1953 los pabellones de trabajo 1 a 6 ubicados en Breitenbachstraße 10-12 fueron renombrados Alkett GmbH. El trabajo con las prensas de soldadura se resumió para producir engranajes, cajas de cambio y tornillos de acero inoxidable.
Al final de la década de 1950 la compañía fue renombrada como Alkett Maschinenbau GmbH. En 1966, a petición del Bundesschatzministerium (Ministerio Federal de Hacienda), las maquinarias de Alkett, Borsig, Schwartzkopff y Fritz Werner, entre otras, fueron incorporadas a la "Compañía de Equipamiento Industrial Alemana", con un 90% de posesión federal.